# 경항공모함

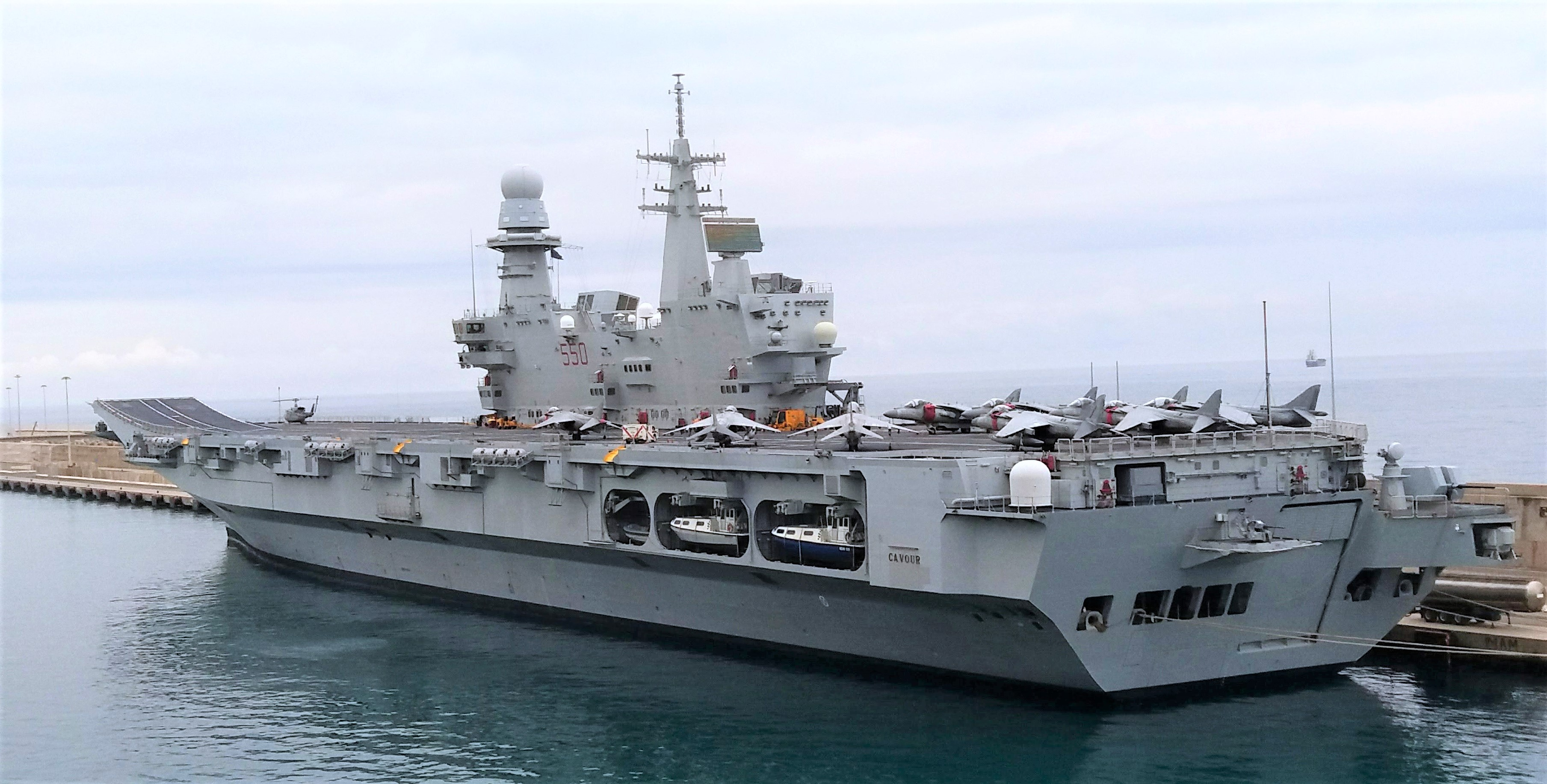
카보우르 항공모함

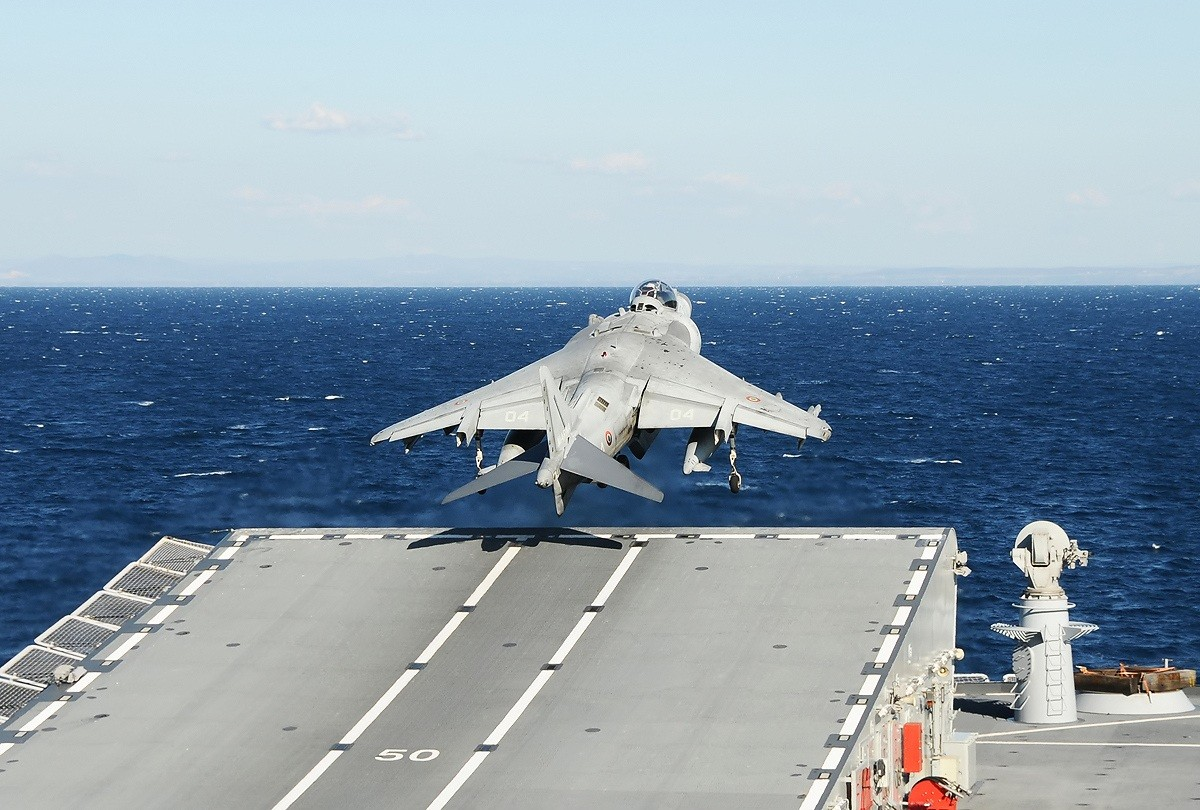
카보우르 항공모함 항공모함의 스키점프대에서 이륙중인 해리어

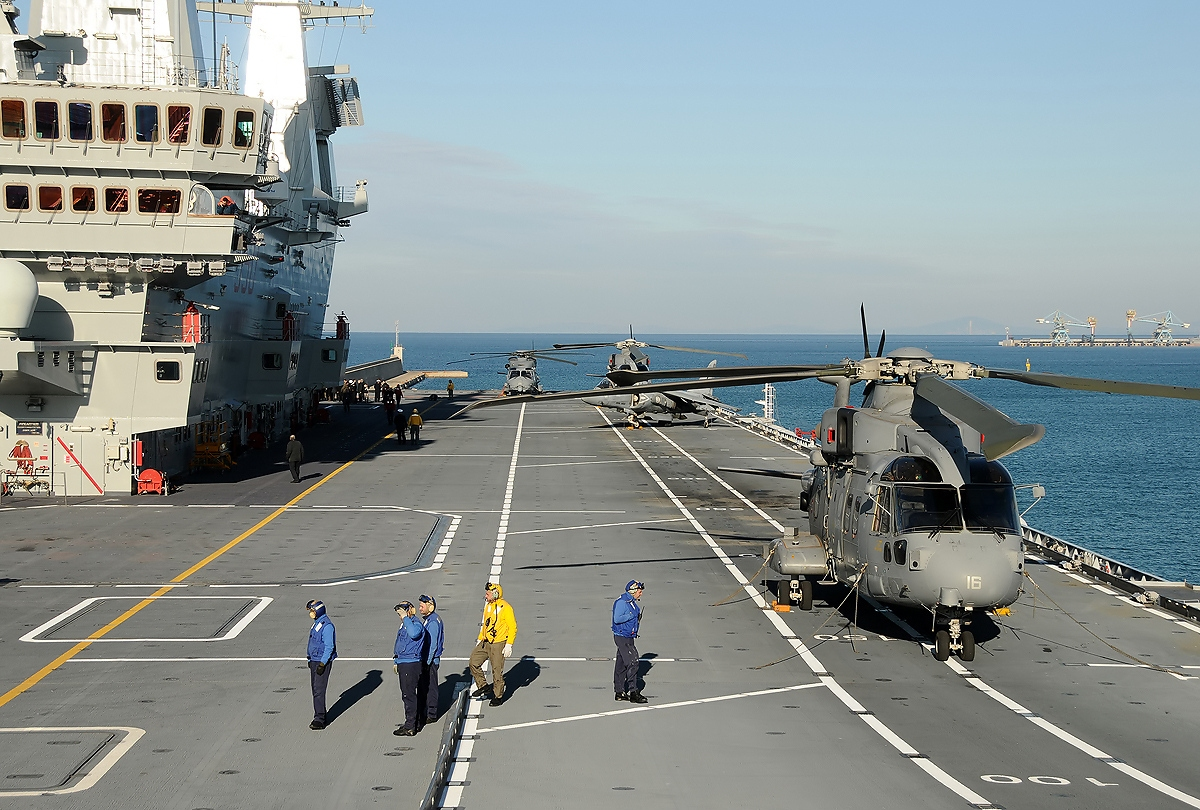
해리어가 채택된 후에도 헬리콥터는 중요한 항공기이다.

경항공모함(輕航空母艦, 영어: light aircraft carrier)은 작은 항공모함을 말한다. 정확한 정의는 나라마다 다르다. 보통은 일반 항공모함의 1/2 2/3 크기면 경항모라고 부른다. 보통 배수량 7만톤급을 슈퍼캐리어, 4만톤급을 중형 항모, 2만톤급을 경항모라고 부른다.
제2차 세계대전 당시, 미국은 순양함을 개조하여 경항모로 만들었다. 인디펜던스급 항공모함은 클레브랜드급 순양함을 개조한 것이다.

## 구별
강습상륙함은 헬리콥터 항공모함이 발전된 것으로서, 상륙용 주정이 출입하는 도크가 함미에 있다. 헬리콥터 항공모함은 헬기항모라고도 부르며, 주로 헬리콥터를 운영하는 항공모함의 한 유형을 말한다. 종종 대잠전 항공모함(ASW Carrier)과 강습상륙함으로 부르기도 한다. 그런데, 헬리콥터와 동일하게 수직으로 이륙하고 착륙하는 해리어 전투기가 등장하고 부터는, 헬리콥터 항공모함과 강습상륙함은 대부분 경항모로 분류되게 되었다. 헬기항모는 두가지가 있는데, 하나는 요즘의 항모 중에서 크기가 매우 작아서 해리어를 운용할 수 없는 것, 다른 하나는 해리어가 등장하기 이전의 항모로서, 크기는 크지만 당시엔 헬기 말고는 달리 탑재할 수가 없었던 것을 헬기항모라고 부른다. 즉, 요즘엔 해리어 때문에 거의 다 경항모로 분류되고 있다.
한국의 독도함은 해리어 전투기 운용이 가능한 규모의 강습상륙함 이므로 헬리콥터 항공모함이 아니라 경항모에 분류된다. 그러나, 무슨 이유에서인지 한국군 당국은 개발 초기에는 다목적 경항모를 개발중이라고 하였다가, 진수식 이후에는 경항모가 아니라고 계속 부인하고 있다. 해리어는 헬기와 완전히 동일하게 수직으로 이륙하고 착륙하는 전투기로서, 제트분사열을 견디는 내열비행갑판이 필요한데, 그런 기술은 별로 어려운 기술이 아니며, 독도함도 당연히 내열비행갑판을 채택했다고 알려져 있다.
일본 해상자위대의 휴가함은 헬기 구축함이라고 부르는데, 일본은 평화헌법상 항공모함 보유가 금지되어 있다는 것이 통설이어서, 항공모함이라고 이름을 붙이지 못하여 구축함이라고 이름을 붙인 것이다. 물론 휴가함은 해리어의 운용이 가능하므로 경항공모함의 분류에 해당한다.
프랑스의 미스트랄함은 러시아가 4척을 구매하여 유명한 것으로서, 독도함, 휴가함과 비슷한 크기이다. 프랑스 최대 조선소인 생나자르 조선소에서 건조하는데, 한국의 STX조선해양이 인수했다. 즉, 프랑스와 러시아의 경항모는 한국 조선소가 건조하고 있다.

## 해리어

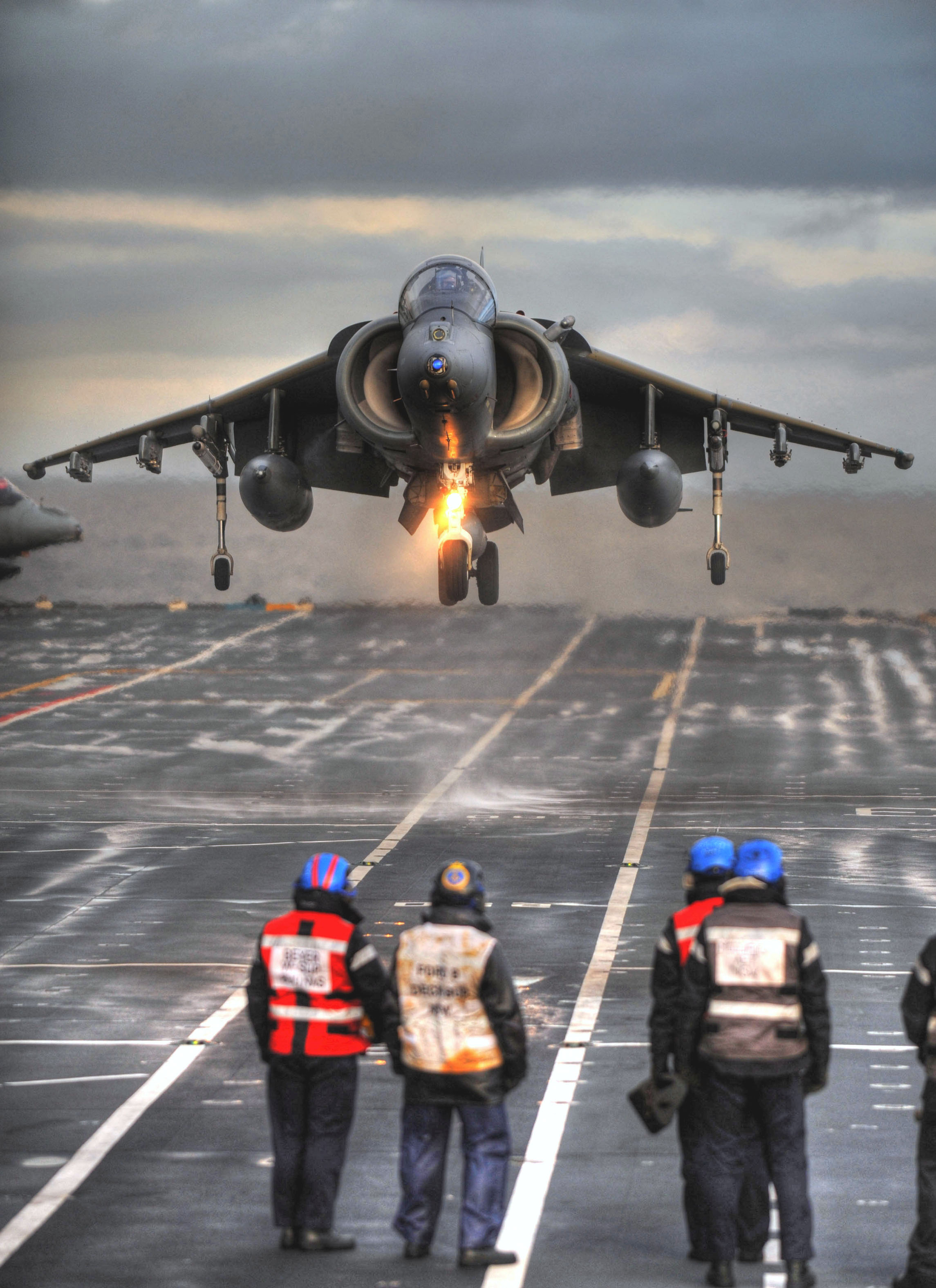
수직으로 착륙하는 하리아. 헬기와 마찬가지로 수직으로 착륙할 수 있어 경항모로 분류되는 헬리콥터의 모함이 나타났다. BAE 해리어 II의 경우, 수직으로 이륙할 때의 최대이륙중량은 8,595 kg이며, 단거리 이륙시 최대이륙중량은 14,061 kg이다.

1960년대 후반 호커 시들리 해리어가 등장하면서, 매우 작은 규모로도 항공모함이 가능하게 되었다. 영국은 1966년 고정익 항공모함 계획을 취소하고 경항모 건조를 계획했다. 그것이 인빈시블급 항공모함이다. 해리어의 등장과 시기가 같다.
해리어는 10톤급의 경전투기로서, 스키점프대 단거리 이륙, 일반 평지 단거리 이륙, 수직 이륙, 수직 착륙, 일반 착륙이 가능하다. 다양한 버전이 있으나 가장 최신 버전은 해리어 GR9A이다. 가격은 3,500만 달러 정도로 알려져 있다.
지금은 퇴역했지만 WE.177A 핵폭탄을 장착했었다. 무게 272 kg (600 lb)이며 폭발력은 TNT 10 kT 또는 0.5 kT 이었다.
6발의 AIM-9 사이드와인더 단거리 적외선 공대공미사일 또는 6발의 AIM-132 ASRAAM 단거리 적외선 공대공 미사일을 장착할 수 있다. 인도 해군은 15대의 시 해리어를 업그레이드 했다. 이스라엘 엘타의 EL/M-2032 레이다를 장착하고, 라파엘의 더비 중거리 공대공 미사일을 장착했다. AIM-120 암람 미사일도 장착할 수 있다.
4발의 AGM-65 메버릭 또는 6발의 브리스톤 미사일을 장착해 전차를 공격할 수 있다. 브리스톤 미사일은 영국판 헬파이어 미사일이다. 4개의 LAU-5003 포드를 장착할 수 있는데, 각 포드는 19발의 70mm 로켓을 장착한다. 현재 각국에서 정밀유도 70mm 로켓을 개발중이어서, 이를 통하면 최대 76대의 차량을 공격할 수 있다는 의미이다.
각종 레이다 유도 폭탄과 일반 폭탄을 장착할 수 있으며, 정찰포드를 장착해 정찰기로 쓸 수도 있다.

## 현재 항공 항공 모함

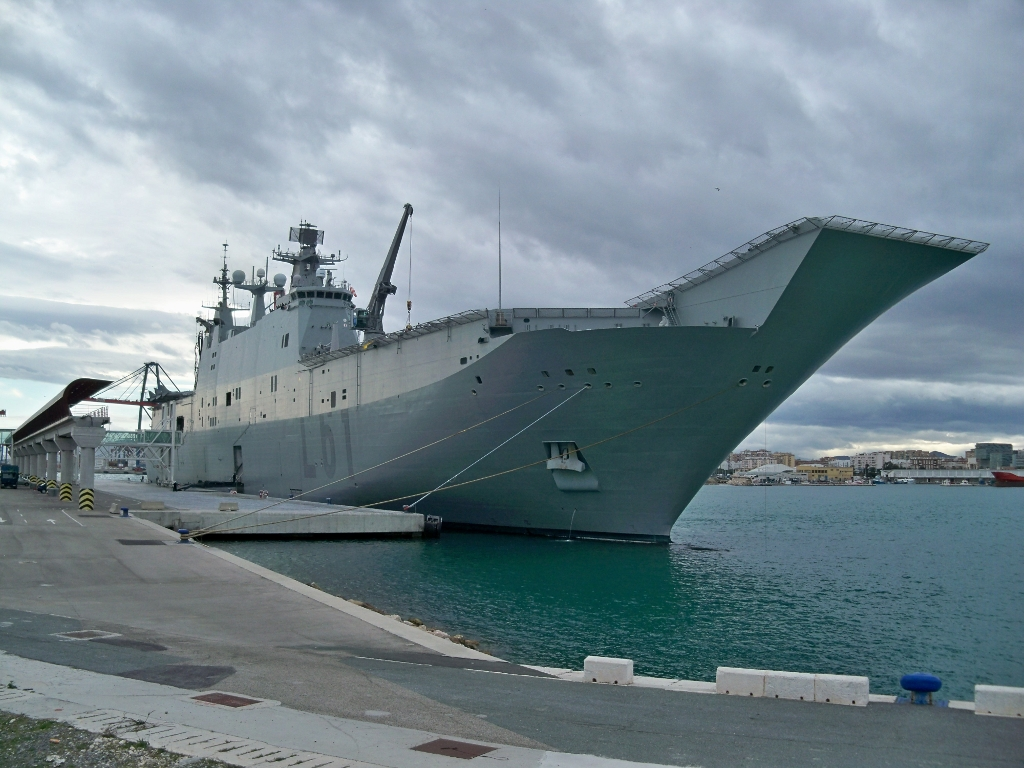
후안 카를로스 1세

스페인 해군
- 후안 카를로스 1세

 이탈리아 해군
- 주세페 가리발디
- 카보우르 항공모함

 태국 해군
- 짜끄리 나르벳

## 일본 항공 항공 모함
- 호쇼
- 류조
- 류호[1][2]
- 즈이호급 2척[3][3][4][4]
  - 쥬이호
  - 쇼호
- 치토세급 2척[5][5][6][6]
  - 치토세
  - 치요다
- 이즈모급 - 2척
  - 이즈모
  - 카가

## 같이 보기
- 강습상륙함
- 헬리콥터 항공모함

## 참고
- Brown, David (1977). 《Aircraft Carriers》. Arco Publishing. ISBN 0-668-04164-1.
- Watts, Anthony J. (1967). 《Japanese Warships of World War II》. Doubleday & Company.